# Old Bedford River
Old Bedford River är en kanal i Storbritannien.   Den ligger i riksdelen England, i den sydöstra delen av landet, 90 km norr om huvudstaden London.